# 矮高原芥
矮高原芥（学名：Christolea pumila）是十字花科高原芥属的植物。分布在巴勒斯坦、克什米尔地区以及中国大陆的西藏等地，生长于海拔5,200米的地区，一般生于岩屑坡，目前尚未由人工引种栽培。